# Yuzuki Ito
Yuzuki Ito (伊藤 優津樹, Ito Yuzuki) est un footballeur japonais né le 7 avril 1974.